# Goniophlebium mehipitense
Goniophlebium mehipitense är en stensöteväxtart som först beskrevs av Carl Frederik Albert Christensen, och fick sitt nu gällande namn av Barbara S. Parris. Goniophlebium mehipitense ingår i släktet Goniophlebium och familjen Polypodiaceae. Inga underarter finns listade.